# Apogeum (rockowy zespół muzyczny)
Apogeum – polski zespół rockowy, powstał w 1993 r. W zespole zagrali i zaśpiewali: Klaudyna Jackiewicz, Rafał Drozd, Rafał Jujka, Mirosław Mruk, Mirosław Walczak oraz Michał Gasz. Zespół wziął udział w 7. edycji katowickiego Festiwalu Twórczości Studenckiej w klubie „Arkada”, gdzie zdobył wyróżnienie w kategorii „Rock”. Po wydaniu płyty „Siła”, utwory takie jak „Czy to Ty?”, „Motyle pocałunki” i „Jeszcze jedna noc” trafiły m.in. do Listy Przebojów Trójki oraz Rockowej Listy Przebojów programu 1 Polskiego Radia. Zespół występuje w „Lecie z Radiem Rzeszów” oraz na corocznym rockowym festiwalu „Magia Rocka”. Wokalista grupy, Bartek Urbanowicz, został finalistą Międzynarodowego Konkursu Wokalnego im. A. Didura.

## Instrumenty
- Gitary Basowe: Music Man Stingray 5, Fender Precision;
- Gitary Elektryczne: Ibanezy K7, JEM, EX, Mensfeld, BC Rich Warlock;
- Gitary Akustyczne: Fender 2100;
- Perkusja: Yamaha Maple Custom Absolute z talerzami Zildjian A;
- Klawisze: Korg Trinity i Karma;
- Wzmacniacze: Peavey 5010 EVH, Fender Performer 1000 i Bassman.

## Muzycy

### Obecny skład zespołu
- Monika Rzeźniczek – śpiew (od 2006)
- Bartek Urbanowicz – śpiew (od 2003)
- Witold Kozaczkiewicz – gitara, główny kompozytor (od 1993)
- Szymon Skoczylas – gitara (od 1993)
- Jarosław Śmieja – instrumenty klawiszowe (od 1999)
- Sławek Foit – gitara basowa (od 2006)
- Krzysztof „Gała” Gałuszka – perkusja (od 2001)

### Byli członkowie zespołu
- Piotr „Pikadetrakszyn” Kaletka – śpiew (2001–2003)
- Klaudyna „Klusia” Dudek – śpiew (2001–2006)
- Michał Gasz – śpiew (1999–2003)
- Darek Kachel – gitara basowa (1993–2006)
- Rafał „Młody” Drozd – śpiew (1993–1999)
- Rafał Jujka – instrumenty klawiszowe (1993–1999)
- Mirek „Mały” Mruk – perkusja (1993–1999)
- Wincenty Bielawski – perkusja (1999–2001)

## Dyskografia
- 1993 Czekam na ciebie
- 1999 Wołanie
- 2001 Znak
- 2001 Kolędy
- 2003 Siła
- 2005 Twierdza
- 2006 Kontur Cienia